# جويل دي لا فوينتي
جويل دي لا فوينتي (بالإنجليزية: Joel de la Fuente)‏ مواليد 21 أبريل 1969 في نيو هارتفورد، هو ممثل أمريكي بدأ مسيرته الفنية سنة 1992.

## الأعمال

### أفلام
- الحدث

### مسلسلات
- القانون والنظام: الوحدة الخاصة للضحايا
- أول ماي تشيلدرن
- هيملوك غروف
- الرجل في القلعة العالية

### ألعاب فيديو
- ذا واريورز
- هومفرونت

## وصلات خارجية
- جويل دي لا فوينتي على موقع IMDb (الإنجليزية)
- جويل دي لا فوينتي على موقع قاعدة بيانات برودواي على الإنترنت (الإنجليزية)
- جويل دي لا فوينتي على موقع قاعدة بيانات الفيلم (الإنجليزية)
- الموقع الرسمي